# جایزه انجمن منتقدان فیلم هنگ کنگ
جایزهٔ انجمن منتقدان فیلم هنگ کنگ (چینی: 香港電影評論學會大獎) جایزه‌ای است که از سال ۱۹۹۴ میلادی، همه‌ساله توسط «انجمن منتقدان فیلم هنگ کنگ» اهدا می‌شود.
این جایزهٔ با بررسی و مباحثات عمیق مابین اعضا انجمن و پس از ۳ مرتبه رأی‌گیری، به برگزیدگان اعطا می‌شود.